# Calipso (torpediniera)
La Calipso è stata una torpediniera della Regia Marina.

## Storia
All'inizio della seconda guerra mondiale la nave faceva parte della XIII Squadriglia Torpediniere con base a Messina, che formava insieme alle gemelle Circe, Clio e Calliope. Durante il conflitto la torpediniera operò principalmente in missioni antisommergibile e di scorta convogli.
Nella notte precedente la dichiarazione di guerra, tra il 9 ed il 10 giugno 1940, la Calipso e la gemella Polluce, insieme ai cacciatorpediniere Corazziere e Lanciere ed agli incrociatori leggeri Cadorna e Da Barbiano, effettuarono la posa di un campo minato tra le isole di Lampedusa e Kerkenna.
Nell'estate 1940 la Calipso fu coinvolta nell'operazione «G. A. 1», il primo tentativo di attacco dei mezzi d'assalto italiani contro Alessandria d'Egitto. Il 17 agosto 1940 la torpediniera, al comando del tenente di vascello Giuseppe Zambardi, lasciò La Spezia per Trapani con a bordo quattro siluri a lenta corsa, nove operatori (Gino Birindelli, Damos Paccagnini, Alberto Branzini, Giovanni Lazzaroni, Teseo Tesei, Alcide Pedretti, Elios Toschi, Enrico Lazzari e, come riserva, Luigi Durand de la Penne), materiale subacqueo, l'elettricista Pietro Birandelli ed il comandante della I Flottiglia MAS (futura X MAS), capitano di fregata Mario Giorgini. Raggiunto il porto siciliano dopo aver percorso 410 miglia, il 18 agosto la Calipso ne ripartì e, dopo altre 310 miglia, l'indomani arrivò a Tripoli; dopo aver toccato Tobruk, alle 8.15 del mattino del 21 agosto la torpediniera prese ormeggio tra la costa e l'isola di el-Maràcheb, nelle acque della Baia di Menelao, nel Golfo di Bomba, in Cirenaica. Qui erano frattanto giunte, più o meno contemporaneamente alla Calipso, le altre due unità coinvolte nell'operazione: il sommergibile Iride e la nave ausiliaria Monte Gargano. Calispo ed Iride si affiancarono ed i comandanti delle due unità, insieme a Giorgini, si trasferirono sulla Monte Gargano, dove, a seguito di una riunione cui partecipò anche il comandante di «Marilibia», ammiraglio Bruno Brivonesi, si stabilì che, per consentire agli equipaggi di riposarsi, le operazioni di trasferimento degli SLC sull’Iride (che li avrebbe poi portati ad Alessandria) e le prove per il loro funzionamento sarebbero state svolte l'indomani mattina.
Verso l'una del pomeriggio del 21 agosto tre bombardieri Bristol Blenheim, di ritorno da un'incursione sul vicino aeroporto di Tmimi, passarono a grande distanza dalle navi italiane che notarono, senza però attaccarle. Alle 7 del mattino del 22 un idrovolante britannico Short Sunderland, inviato in ricognizione sulla baia di Menelao dopo l'avvistamento fatto il giorno prima dai Blenheim, sorvolò le unità italiane venendo infruttuosamente bersagliato dalle loro artiglierie contraeree, per poi allontanarsi indenne. Due ore dopo Iride e Calipso si affiancarono ed entro le 11.20 vennero ultimate le operazioni di trasbordo sul sommergibile dei nove operatori, del materiale e degli SLC. Mentre l’Iride iniziava a manovrare per allontanarsi dal el Maràcheb ed effettuare una prova d'immersione di due ore, la Calipso si rifornì di nafta dalla Monte Gargano, per poi ormeggiarsi ad un centinaio di metri da essa, con la prua orientata verso nord. Le vedette erano ai loro posti e gli uomini ai posti di combattimento. Alle 11.56 l’Iride lanciò un allarme aereo: erano infatti comparsi nel cielo del golfo di Bomba tre aerosiluranti Fairey Swordfish dell'824° Squadron della Fleet Air Arm, inviati ad attaccare le navi italiane. La prima unità ad essere colpita fu l’Iride, che a mezzogiorno fu centrato da un siluro a prua ed affondò rapidamente con gran parte dell'equipaggio; il secondo Swordish attaccò la Calipso ma il fuoco delle artiglierie della torpediniera lo ostacolò obbligandolo a lanciare da 1000 metri il proprio siluro, che mancò il bersaglio passando a poppa della torpediniera ed andando a finire contro la riva. La Monte Gargano, centrata da un siluro alle 12.03, affondò rapidamente rovesciandosi. Secondo fonti italiane la Calipso danneggiò gravemente con le proprie mitragliere l'aereo che l'aveva attaccata (condotto dal tenente di vascello Cheeseman), che più tardi, secondo quanto riferito dal personale dell'aeroporto di Ain el-Gazala, precipitò in fiamme; tuttavia le fonti britanniche negano alla perdita ed affermano che solo l'aereo del tenente di vascello Wellman (che aveva affondato la Monte Gargano) era stato danneggiato.
Unica unità superstite, la Calipso recuperò i sopravvissuti dell’Iride: dodici uomini (il comandante Brunetti, sette membri dell'equipaggio ed i quattro uomini della I Flotmas che si trovavano a bordo al momento dell'attacco). All'interno del relitto dell’Iride, affondato a 18 metri di profondità, erano rimasti intrappolati in un compartimento rimasto stagno 9 uomini: il 23 agosto gli uomini della I Flotmas, dopo numerosi sforzi, riuscirono a trarne in salvo sette (due dei quali però morirono per embolia). Dal relitto del sommergibile vennero poi recuperate le mitragliere, le bandiere e gli SLC, che vennero caricati sulla Calipso alla quale, a quel punto, non rimase che rientrare a Tripoli e da lì alla Spezia.
Il 23 novembre 1940, alle 8.40, la Calipso lasciò Palermo di scorta alle navi cisterna Berbera ed Ennio ed al piroscafo Eridano: il convoglio giunse indenne a Tripoli tre giorni più tardi, alle nove di mattina del 26.
Il 5 dicembre 1940 la Calipso urtò una mina posata dal sommergibile britannico Rorqual il precedente 16 agosto ed affondò a sei miglia a nordovest da Capo Misurata (Libia). Si ebbero 90 morti e 39 sopravvissuti.

Comandanti
Tenente di vascello Giuseppe Zambardi (nato a Napoli il 25 luglio 1907) (10 giugno - 5 dicembre 1940)